# Taniela Koroi
Taniela Koroi (8 de fevereiro de 1990) é um jogador de rugby fijiano, que joga na posição de prop.

## Carreira
Taniela Koroi integrou o elenco da Seleção de Rugby Union de Fiji na Copa do Mundo de Rugby Union de 2015.